# Liste der Bodendenkmäler in Mittenwald
Auf dieser Seite sind die Bodendenkmäler in dem oberbayerischen Markt Mittenwald zusammengestellt. Diese Tabelle ist eine Teilliste der Liste der Bodendenkmäler in Bayern. Grundlage ist die Bayerische Denkmalliste, die auf Basis des Bayerischen Denkmalschutzgesetzes vom 1. Oktober 1973 erstmals erstellt wurde und seither durch das Bayerische Landesamt für Denkmalpflege geführt wird. Die folgenden Angaben ersetzen nicht die rechtsverbindliche Auskunft der Denkmalschutzbehörde.

## Bodendenkmäler in Mittenwald

### Bodendenkmäler in der Gemarkung Mittenwald
| Lage                                          | Objekt | Akten-Nr.     | Bild           |
| --------------------------------------------- | --- | ------------- | -------------- |
| Mittenwald (Standort)                         | Straße der römischen Kaiserzeit. | D-1-8533-0008 |                |
| Mittenwald (Standort)                         | Untertägige mittelalterliche und frühneuzeitliche Siedlungsteile der historischen Marktsiedlung Mittenwald. | D-1-8533-0014 |                |
| Mittenwald Matthias-Klotz-Straße 2 (Standort) | Untertägige mittelalterliche und frühneuzeitliche Befunde im Bereich der Katholischen Pfarrkirche St. Peter und Paul in Mittenwald und ihrer Vorgängerbauten mit aufgelassenem Friedhof. Siehe auch: St. Peter und Paul (Mittenwald) | D-1-8533-0015 | weitere Bilder |
| Mittenwald Schöttlkarstraße 2 (Standort)      | Untertägige mittelalterliche und frühneuzeitliche Befunde im Bereich der Katholischen Filial- und Friedhofskirche St. Nikolaus in Mittenwald und ihrer Vorgängerbauten. Siehe auch: St. Nikolaus (Mittenwald)                        | D-1-8533-0016 | weitere Bilder |
| Mittenwald (Standort)                         | Untertägige spätmittelalterliche und frühneuzeitliche Befunde im Bereich des ehemaligen Pilgerhospizes und Heilig-Geist-Spitals in Mittenwald.                                                                                       | D-1-8533-0017 |                |
| Mittenwald (Standort)                         | Hofwüstung des späten Mittelalters und der frühen Neuzeit (Lautersee). | D-1-8533-0036 |                |